# Ogataea pini
Ogataea pini är en svampart som först beskrevs av Holst, och fick sitt nu gällande namn av Y. Yamada, M. Matsuda, K. Maeda & Mikata 1995. Ogataea pini ingår i släktet Ogataea och familjen Pichiaceae.   Inga underarter finns listade i Catalogue of Life.